# Service d'ontologie agricole
Le Service d'ontologie agricole (en anglais : Agricultural Ontology Service, AOS) servira comme initiative de référence qui structure et standardise la terminologie agricole dans plusieurs langues pour l'utilisation de n'importe quel nombre de systèmes dans le domaine agricole et fournira plusieurs services. Le but de AOS est d'accomplir plus d'interopérabilité entre les systèmes agricoles.
L'application des normes promues par l'AOS servira à une meilleure indexation et recherche des  ressources bibliographiques agricoles. Les buts du Service d'Ontologie Agricole sont réalisés en aidant les partenaires de la communauté dans la construction des ontologies. Une ontologie (informatique) est un système qui contient des concepts, les définitions de ces concepts et la spécification des rapports parmi ces concepts. Pour ceux qui proviennent du monde de la bibliothèque traditionnelle, un thésaurus peut être interprété comme une ontologie simple, c'est-à-dire une hiérarchie conceptuelle construite par ces termes qui sont liés à travers des rapports peu nombreux et très génériques.
Une ontologie va au-delà et permet la création de rapports plus formels, plus spécifiques et plus puissants aussi bien que de contraintes et de règles. Une ontologie capture et structure la connaissance dans un domaine et, en faisant ainsi, elle capture la signification des concepts qui sont spécifiques pour ce domaine. Cette signification sera alors disponible pour les utilisateurs finaux par l'utilisation d'instruments (par exemple l’indexation ou les applications de recherche et de recouvrement) qui appliquent les ontologies.

## Motivation
Dans le secteur agricole il y a déjà beaucoup de vocabulaires contrôlés bien-établis et autorisés, comme le Thésaurus AGROVOC de FAO, le Thésaurus CAB et le Thésarus de la Bibliothèque Agricole Nationale dans les États-Unis(anglais). Pourtant, afin que les instruments sémantiques soient complètement efficaces sur Internet, il y a un besoin de réexaminer l'approche du "thésaurus" traditionnel et d’avancer vers une technique plus moderne et plus appropriée à l’univers du Web, comme, par exemple le développement des ontologies.
L'ontologie dans la gestion d'information est un concept qui est né de nombreuses initiatives du Web sémantique. Approximativement dans le contexte d'AOS, une ontologie peut être définie comme un système d'organisation de connaissance sémantique qui contient des concepts et leurs termes, les définitions de ces concepts et termes et la spécification de rapports parmi eux.

## Rapports ontologiques
Les rapports ontologiques aident à éliminer le besoin de faire des recherches multiples. Par exemple, les utilisateurs pourraient s'intéresser à trouver des ressources sur les différents types d'infestations de tomates. Au lieu de devoir faire des recherches multiples pour chaque type d'infestation (par ex. « tomates AND tobamovirus mosaïque tomate », « tomates AND flétrissement des champignons »), ils peuvent demander l'utilisation d'un rapport ontologique officiellement défini, « agent infectif », avec le sujet « tomates ». Si chaque ressource d'infestation de tomate dans leur système a été indexée en utilisant ce rapport, ils pourront éviter de faire des recherches multiples et ils pourront récupérer seulement ce dont ils ont besoin par une recherche simple.

## Le Serveur de Concept AOS (AOS/CS)
Le Serveur de Concept AOS est le premier pas vers un « Service d'Ontologie ». Le Serveur de Concept fonctionnera comme un instrument pour aider à structurer et standardiser la terminologie agricole afin de l’utiliser dans une large gamme de systèmes dans le domaine agricole. Il est envisagé pour établir un premier point d'approche pour la terminologie agricole structurée et standardisée. Le Serveur de Concept fournira une ontologie de base dans le domaine agricole qu’on pourra considérer comme un point de départ pour construire des ontologies plus détaillées et spécifiques pour un domaine.
Le projet prévoit maintenant un système en ligne auquel accéder pour modeler, servir et gérer la terminologie agricole. Des maintaineurs choisis auront accès au système pour la gestion, la maintenance et le modelage. Les utilisateurs publics seront capables de visiter, de télécharger des parts ou l'ontologie entière dans des formats différents et de consulter d'autres services, comme les services de recherche, les services de traduction, etc.
Pour créer un Serveur de Concept (CS) AGROVOC (le thésaurus multilingue de FAO) sert de point de départ. Il est nécessaire de le restructurer du système actuel (basé sur les termes) à un système basé sur les concepts. Les défauts actuels dans le modèle conceptuel ont besoin d’être évalué et l’on devra ajouter des définitions et des contraintes. De plus, les rapports de thésauri traditionnels sont très génériques et doivent être raffinés. Nous avons identifié un certain nombre de rapports ontologiques fondamentaux qui seront appliqués dans le CS.

## Formats
Actuellement, nous considérons un certain nombre de formats pour représenter le Serveur de Concept AOS. Le premier pas vers la réalisation d’AGROVOC CS (Serveur de Concept) est la représentation du thésaurus AGROVOC dans les formats basés sur RDF- qui peuvent augmenter l'interopérabilité du thésaurus et qui sont sérialisés pour le Web.
Nous avons développé un modèle complet dans le Web Ontology Language (Langage Web Ontologique) dit OWL qui sera la base pour le Serveur de Concept. Il s’agit d’un modèle basé sur une logique descriptive où les concepts, les termes et les chaînes de caractères aussi bien que leurs rapports sont bien définis. Le développement de la terminologie se produira directement dans le système basé sur OWL. En plus, d'autres formats et d’exportations seront rendus disponibles, comme SKOS, RDF Schema, TBX ou simple tag text.

## AOS et le Web sémantique
En ce qui concerne l'initiative du Web sémantique, AOS s'efforcera : 
- d'augmenter l'efficacité et la consistance avec laquelle les ressources agricoles et multilingues sont décrites et associées ;
- d'augmenter la fonctionnalité et la pertinence dans l'accès à ces ressources ; et
- de fournir un cadre pour partager des descriptions communes, des définitions et des relations dans la communauté agricole.